# Jesus Born on This Day
«Jesus Born on This Day» (en español: —«Jesús nació en este día»—) es una canción navideña de estilo góspel coescrita e interpretada por la cantante estadounidense Mariah Carey, y distribuida por Columbia Records a partir de 1994 como un sencillo promocional del cuarto álbum de estudio de la intérprete, Merry Christmas.

## Antecedentes y lanzamiento
Carey y Walter Afanasieff participaron tanto en la redacción de la letra como en la producción de la canción en 1993. En declaraciones a Billboard, Afanasieff declaró que junto a Carey buscaban escribir «una especie de canción religiosa clásica».

## Interpretaciones en vivo y otras versiones
El 8 de diciembre de 1994, Carey interpretó la canción con un coro de niños en un concierto en la Catedral de San Juan el Divino con el objetivo de recaudar $1 millón para The Fresh Air Fund.
El 26 de septiembre de 2000, el grupo musical Avalon incluyó una versión de la canción en su álbum Joy: A Christmas Collection.